# LYRa11
forme
Le virus LYRa11 est une souche de coronavirus associé au SRAS (espèce SARSr-CoV), qui a été identifié en 2011 dans des échantillons de chauves-souris Rhinolophus affinis à Baoshan dans le Yunnan en Chine.
Le génome de cette souche virale a une longueur de 29 805 bases et est à 91 % similaire à la séquence génomique entière du SRAS-CoV, responsable l'épidémie de SRAS.
Le virus LYRa11, comme le SARS-CoV et le SARS-CoV-2, utilise l'ACE2 comme récepteur pour infecter les cellules.

## Position phylogénétique
|  | Rf1 (zh), 87.8 % / SARS-CoV-1, Rhinolophus ferrumequinum, Yichang, Hubei   |
|  |                                                                            |
|  | HKU3 (zh), 87.9 % / SARS-CoV-1, Rhinolophus sinicus, Hong Kong & Guangdong |
|  |                                                                            |

|  | YNLF_31C, 93.5 % / SARS-CoV-1, Rhinolophus ferrumequinum, Lufeng, Yunnan |
|  |                                                                          |
|  | YNLF_34C, 93.5 % / SARS-CoV-1, Rhinolophus ferrumequinum, Lufeng, Yunnan |
|  |                                                                          |

|  | \| \| SHC014-CoV, 95.4 % / SARS-CoV-1, Rhinolophus sinicus, Kunming, Yunnan[8] \| \| \| \| \| \| WIV1, 95.6 % / SARS-CoV-1, Rhinolophus sinicus, Kunming, Yunnan[8] \| \| \| \| |
|  | |
|  | WIV16, 96.0 % / SARS-CoV-1, Rhinolophus sinicus Kunming, Yunnan |
|  | |
|  | SHC014-CoV, 95.4 % / SARS-CoV-1, Rhinolophus sinicus, Kunming, Yunnan |
|  | |
|  | WIV1, 95.6 % / SARS-CoV-1, Rhinolophus sinicus, Kunming, Yunnan |
|  | |

|  | SHC014-CoV, 95.4 % / SARS-CoV-1, Rhinolophus sinicus, Kunming, Yunnan |
|  |                                                                       |
|  | WIV1, 95.6 % / SARS-CoV-1, Rhinolophus sinicus, Kunming, Yunnan       |
|  |                                                                       |

|  | Civet SARS-CoV (en), 99.8 % / SARS-CoV-1, Paguma larvata, Canton, Chine |
|  |                                                                         |
|  | SARS-CoV-1 (100 %)                                                      |
|  |                                                                         |

|  | \| \| SHC014-CoV, 95.4 % / SARS-CoV-1, Rhinolophus sinicus, Kunming, Yunnan[8] \| \| \| \| \| \| WIV1, 95.6 % / SARS-CoV-1, Rhinolophus sinicus, Kunming, Yunnan[8] \| \| \| \| |
|  | |
|  | WIV16, 96.0 % / SARS-CoV-1, Rhinolophus sinicus Kunming, Yunnan |
|  | |
|  | SHC014-CoV, 95.4 % / SARS-CoV-1, Rhinolophus sinicus, Kunming, Yunnan |
|  | |
|  | WIV1, 95.6 % / SARS-CoV-1, Rhinolophus sinicus, Kunming, Yunnan |
|  | |

|  | SHC014-CoV, 95.4 % / SARS-CoV-1, Rhinolophus sinicus, Kunming, Yunnan |
|  |                                                                       |
|  | WIV1, 95.6 % / SARS-CoV-1, Rhinolophus sinicus, Kunming, Yunnan       |
|  |                                                                       |

|  | Civet SARS-CoV (en), 99.8 % / SARS-CoV-1, Paguma larvata, Canton, Chine |
|  |                                                                         |
|  | SARS-CoV-1 (100 %)                                                      |
|  |                                                                         |

|  | YNLF_31C, 93.5 % / SARS-CoV-1, Rhinolophus ferrumequinum, Lufeng, Yunnan |
|  |                                                                          |
|  | YNLF_34C, 93.5 % / SARS-CoV-1, Rhinolophus ferrumequinum, Lufeng, Yunnan |
|  |                                                                          |

|  | \| \| SHC014-CoV, 95.4 % / SARS-CoV-1, Rhinolophus sinicus, Kunming, Yunnan[8] \| \| \| \| \| \| WIV1, 95.6 % / SARS-CoV-1, Rhinolophus sinicus, Kunming, Yunnan[8] \| \| \| \| |
|  | |
|  | WIV16, 96.0 % / SARS-CoV-1, Rhinolophus sinicus Kunming, Yunnan |
|  | |
|  | SHC014-CoV, 95.4 % / SARS-CoV-1, Rhinolophus sinicus, Kunming, Yunnan |
|  | |
|  | WIV1, 95.6 % / SARS-CoV-1, Rhinolophus sinicus, Kunming, Yunnan |
|  | |

|  | SHC014-CoV, 95.4 % / SARS-CoV-1, Rhinolophus sinicus, Kunming, Yunnan |
|  |                                                                       |
|  | WIV1, 95.6 % / SARS-CoV-1, Rhinolophus sinicus, Kunming, Yunnan       |
|  |                                                                       |

|  | Civet SARS-CoV (en), 99.8 % / SARS-CoV-1, Paguma larvata, Canton, Chine |
|  |                                                                         |
|  | SARS-CoV-1 (100 %)                                                      |
|  |                                                                         |

|  | \| \| SHC014-CoV, 95.4 % / SARS-CoV-1, Rhinolophus sinicus, Kunming, Yunnan[8] \| \| \| \| \| \| WIV1, 95.6 % / SARS-CoV-1, Rhinolophus sinicus, Kunming, Yunnan[8] \| \| \| \| |
|  | |
|  | WIV16, 96.0 % / SARS-CoV-1, Rhinolophus sinicus Kunming, Yunnan |
|  | |
|  | SHC014-CoV, 95.4 % / SARS-CoV-1, Rhinolophus sinicus, Kunming, Yunnan |
|  | |
|  | WIV1, 95.6 % / SARS-CoV-1, Rhinolophus sinicus, Kunming, Yunnan |
|  | |

|  | SHC014-CoV, 95.4 % / SARS-CoV-1, Rhinolophus sinicus, Kunming, Yunnan |
|  |                                                                       |
|  | WIV1, 95.6 % / SARS-CoV-1, Rhinolophus sinicus, Kunming, Yunnan       |
|  |                                                                       |

|  | Civet SARS-CoV (en), 99.8 % / SARS-CoV-1, Paguma larvata, Canton, Chine |
|  |                                                                         |
|  | SARS-CoV-1 (100 %)                                                      |
|  |                                                                         |

|  | YNLF_31C, 93.5 % / SARS-CoV-1, Rhinolophus ferrumequinum, Lufeng, Yunnan |
|  |                                                                          |
|  | YNLF_34C, 93.5 % / SARS-CoV-1, Rhinolophus ferrumequinum, Lufeng, Yunnan |
|  |                                                                          |

|  | \| \| SHC014-CoV, 95.4 % / SARS-CoV-1, Rhinolophus sinicus, Kunming, Yunnan[8] \| \| \| \| \| \| WIV1, 95.6 % / SARS-CoV-1, Rhinolophus sinicus, Kunming, Yunnan[8] \| \| \| \| |
|  | |
|  | WIV16, 96.0 % / SARS-CoV-1, Rhinolophus sinicus Kunming, Yunnan |
|  | |
|  | SHC014-CoV, 95.4 % / SARS-CoV-1, Rhinolophus sinicus, Kunming, Yunnan |
|  | |
|  | WIV1, 95.6 % / SARS-CoV-1, Rhinolophus sinicus, Kunming, Yunnan |
|  | |

|  | SHC014-CoV, 95.4 % / SARS-CoV-1, Rhinolophus sinicus, Kunming, Yunnan |
|  |                                                                       |
|  | WIV1, 95.6 % / SARS-CoV-1, Rhinolophus sinicus, Kunming, Yunnan       |
|  |                                                                       |

|  | Civet SARS-CoV (en), 99.8 % / SARS-CoV-1, Paguma larvata, Canton, Chine |
|  |                                                                         |
|  | SARS-CoV-1 (100 %)                                                      |
|  |                                                                         |

|  | \| \| SHC014-CoV, 95.4 % / SARS-CoV-1, Rhinolophus sinicus, Kunming, Yunnan[8] \| \| \| \| \| \| WIV1, 95.6 % / SARS-CoV-1, Rhinolophus sinicus, Kunming, Yunnan[8] \| \| \| \| |
|  | |
|  | WIV16, 96.0 % / SARS-CoV-1, Rhinolophus sinicus Kunming, Yunnan |
|  | |
|  | SHC014-CoV, 95.4 % / SARS-CoV-1, Rhinolophus sinicus, Kunming, Yunnan |
|  | |
|  | WIV1, 95.6 % / SARS-CoV-1, Rhinolophus sinicus, Kunming, Yunnan |
|  | |

|  | SHC014-CoV, 95.4 % / SARS-CoV-1, Rhinolophus sinicus, Kunming, Yunnan |
|  |                                                                       |
|  | WIV1, 95.6 % / SARS-CoV-1, Rhinolophus sinicus, Kunming, Yunnan       |
|  |                                                                       |

|  | Civet SARS-CoV (en), 99.8 % / SARS-CoV-1, Paguma larvata, Canton, Chine |
|  |                                                                         |
|  | SARS-CoV-1 (100 %)                                                      |
|  |                                                                         |

|  | YNLF_31C, 93.5 % / SARS-CoV-1, Rhinolophus ferrumequinum, Lufeng, Yunnan |
|  |                                                                          |
|  | YNLF_34C, 93.5 % / SARS-CoV-1, Rhinolophus ferrumequinum, Lufeng, Yunnan |
|  |                                                                          |

|  | \| \| SHC014-CoV, 95.4 % / SARS-CoV-1, Rhinolophus sinicus, Kunming, Yunnan[8] \| \| \| \| \| \| WIV1, 95.6 % / SARS-CoV-1, Rhinolophus sinicus, Kunming, Yunnan[8] \| \| \| \| |
|  | |
|  | WIV16, 96.0 % / SARS-CoV-1, Rhinolophus sinicus Kunming, Yunnan |
|  | |
|  | SHC014-CoV, 95.4 % / SARS-CoV-1, Rhinolophus sinicus, Kunming, Yunnan |
|  | |
|  | WIV1, 95.6 % / SARS-CoV-1, Rhinolophus sinicus, Kunming, Yunnan |
|  | |

|  | SHC014-CoV, 95.4 % / SARS-CoV-1, Rhinolophus sinicus, Kunming, Yunnan |
|  |                                                                       |
|  | WIV1, 95.6 % / SARS-CoV-1, Rhinolophus sinicus, Kunming, Yunnan       |
|  |                                                                       |

|  | Civet SARS-CoV (en), 99.8 % / SARS-CoV-1, Paguma larvata, Canton, Chine |
|  |                                                                         |
|  | SARS-CoV-1 (100 %)                                                      |
|  |                                                                         |

|  | \| \| SHC014-CoV, 95.4 % / SARS-CoV-1, Rhinolophus sinicus, Kunming, Yunnan[8] \| \| \| \| \| \| WIV1, 95.6 % / SARS-CoV-1, Rhinolophus sinicus, Kunming, Yunnan[8] \| \| \| \| |
|  | |
|  | WIV16, 96.0 % / SARS-CoV-1, Rhinolophus sinicus Kunming, Yunnan |
|  | |
|  | SHC014-CoV, 95.4 % / SARS-CoV-1, Rhinolophus sinicus, Kunming, Yunnan |
|  | |
|  | WIV1, 95.6 % / SARS-CoV-1, Rhinolophus sinicus, Kunming, Yunnan |
|  | |

|  | SHC014-CoV, 95.4 % / SARS-CoV-1, Rhinolophus sinicus, Kunming, Yunnan |
|  |                                                                       |
|  | WIV1, 95.6 % / SARS-CoV-1, Rhinolophus sinicus, Kunming, Yunnan       |
|  |                                                                       |

|  | Civet SARS-CoV (en), 99.8 % / SARS-CoV-1, Paguma larvata, Canton, Chine |
|  |                                                                         |
|  | SARS-CoV-1 (100 %)                                                      |
|  |                                                                         |

|  | Rf1 (zh), 87.8 % / SARS-CoV-1, Rhinolophus ferrumequinum, Yichang, Hubei   |
|  |                                                                            |
|  | HKU3 (zh), 87.9 % / SARS-CoV-1, Rhinolophus sinicus, Hong Kong & Guangdong |
|  |                                                                            |

|  | YNLF_31C, 93.5 % / SARS-CoV-1, Rhinolophus ferrumequinum, Lufeng, Yunnan |
|  |                                                                          |
|  | YNLF_34C, 93.5 % / SARS-CoV-1, Rhinolophus ferrumequinum, Lufeng, Yunnan |
|  |                                                                          |

|  | \| \| SHC014-CoV, 95.4 % / SARS-CoV-1, Rhinolophus sinicus, Kunming, Yunnan[8] \| \| \| \| \| \| WIV1, 95.6 % / SARS-CoV-1, Rhinolophus sinicus, Kunming, Yunnan[8] \| \| \| \| |
|  | |
|  | WIV16, 96.0 % / SARS-CoV-1, Rhinolophus sinicus Kunming, Yunnan |
|  | |
|  | SHC014-CoV, 95.4 % / SARS-CoV-1, Rhinolophus sinicus, Kunming, Yunnan |
|  | |
|  | WIV1, 95.6 % / SARS-CoV-1, Rhinolophus sinicus, Kunming, Yunnan |
|  | |

|  | SHC014-CoV, 95.4 % / SARS-CoV-1, Rhinolophus sinicus, Kunming, Yunnan |
|  |                                                                       |
|  | WIV1, 95.6 % / SARS-CoV-1, Rhinolophus sinicus, Kunming, Yunnan       |
|  |                                                                       |

|  | Civet SARS-CoV (en), 99.8 % / SARS-CoV-1, Paguma larvata, Canton, Chine |
|  |                                                                         |
|  | SARS-CoV-1 (100 %)                                                      |
|  |                                                                         |

|  | \| \| SHC014-CoV, 95.4 % / SARS-CoV-1, Rhinolophus sinicus, Kunming, Yunnan[8] \| \| \| \| \| \| WIV1, 95.6 % / SARS-CoV-1, Rhinolophus sinicus, Kunming, Yunnan[8] \| \| \| \| |
|  | |
|  | WIV16, 96.0 % / SARS-CoV-1, Rhinolophus sinicus Kunming, Yunnan |
|  | |
|  | SHC014-CoV, 95.4 % / SARS-CoV-1, Rhinolophus sinicus, Kunming, Yunnan |
|  | |
|  | WIV1, 95.6 % / SARS-CoV-1, Rhinolophus sinicus, Kunming, Yunnan |
|  | |

|  | SHC014-CoV, 95.4 % / SARS-CoV-1, Rhinolophus sinicus, Kunming, Yunnan |
|  |                                                                       |
|  | WIV1, 95.6 % / SARS-CoV-1, Rhinolophus sinicus, Kunming, Yunnan       |
|  |                                                                       |

|  | Civet SARS-CoV (en), 99.8 % / SARS-CoV-1, Paguma larvata, Canton, Chine |
|  |                                                                         |
|  | SARS-CoV-1 (100 %)                                                      |
|  |                                                                         |

|  | YNLF_31C, 93.5 % / SARS-CoV-1, Rhinolophus ferrumequinum, Lufeng, Yunnan |
|  |                                                                          |
|  | YNLF_34C, 93.5 % / SARS-CoV-1, Rhinolophus ferrumequinum, Lufeng, Yunnan |
|  |                                                                          |

|  | \| \| SHC014-CoV, 95.4 % / SARS-CoV-1, Rhinolophus sinicus, Kunming, Yunnan[8] \| \| \| \| \| \| WIV1, 95.6 % / SARS-CoV-1, Rhinolophus sinicus, Kunming, Yunnan[8] \| \| \| \| |
|  | |
|  | WIV16, 96.0 % / SARS-CoV-1, Rhinolophus sinicus Kunming, Yunnan |
|  | |
|  | SHC014-CoV, 95.4 % / SARS-CoV-1, Rhinolophus sinicus, Kunming, Yunnan |
|  | |
|  | WIV1, 95.6 % / SARS-CoV-1, Rhinolophus sinicus, Kunming, Yunnan |
|  | |

|  | SHC014-CoV, 95.4 % / SARS-CoV-1, Rhinolophus sinicus, Kunming, Yunnan |
|  |                                                                       |
|  | WIV1, 95.6 % / SARS-CoV-1, Rhinolophus sinicus, Kunming, Yunnan       |
|  |                                                                       |

|  | Civet SARS-CoV (en), 99.8 % / SARS-CoV-1, Paguma larvata, Canton, Chine |
|  |                                                                         |
|  | SARS-CoV-1 (100 %)                                                      |
|  |                                                                         |

|  | \| \| SHC014-CoV, 95.4 % / SARS-CoV-1, Rhinolophus sinicus, Kunming, Yunnan[8] \| \| \| \| \| \| WIV1, 95.6 % / SARS-CoV-1, Rhinolophus sinicus, Kunming, Yunnan[8] \| \| \| \| |
|  | |
|  | WIV16, 96.0 % / SARS-CoV-1, Rhinolophus sinicus Kunming, Yunnan |
|  | |
|  | SHC014-CoV, 95.4 % / SARS-CoV-1, Rhinolophus sinicus, Kunming, Yunnan |
|  | |
|  | WIV1, 95.6 % / SARS-CoV-1, Rhinolophus sinicus, Kunming, Yunnan |
|  | |

|  | SHC014-CoV, 95.4 % / SARS-CoV-1, Rhinolophus sinicus, Kunming, Yunnan |
|  |                                                                       |
|  | WIV1, 95.6 % / SARS-CoV-1, Rhinolophus sinicus, Kunming, Yunnan       |
|  |                                                                       |

|  | Civet SARS-CoV (en), 99.8 % / SARS-CoV-1, Paguma larvata, Canton, Chine |
|  |                                                                         |
|  | SARS-CoV-1 (100 %)                                                      |
|  |                                                                         |

|  | YNLF_31C, 93.5 % / SARS-CoV-1, Rhinolophus ferrumequinum, Lufeng, Yunnan |
|  |                                                                          |
|  | YNLF_34C, 93.5 % / SARS-CoV-1, Rhinolophus ferrumequinum, Lufeng, Yunnan |
|  |                                                                          |

|  | \| \| SHC014-CoV, 95.4 % / SARS-CoV-1, Rhinolophus sinicus, Kunming, Yunnan[8] \| \| \| \| \| \| WIV1, 95.6 % / SARS-CoV-1, Rhinolophus sinicus, Kunming, Yunnan[8] \| \| \| \| |
|  | |
|  | WIV16, 96.0 % / SARS-CoV-1, Rhinolophus sinicus Kunming, Yunnan |
|  | |
|  | SHC014-CoV, 95.4 % / SARS-CoV-1, Rhinolophus sinicus, Kunming, Yunnan |
|  | |
|  | WIV1, 95.6 % / SARS-CoV-1, Rhinolophus sinicus, Kunming, Yunnan |
|  | |

|  | SHC014-CoV, 95.4 % / SARS-CoV-1, Rhinolophus sinicus, Kunming, Yunnan |
|  |                                                                       |
|  | WIV1, 95.6 % / SARS-CoV-1, Rhinolophus sinicus, Kunming, Yunnan       |
|  |                                                                       |

|  | Civet SARS-CoV (en), 99.8 % / SARS-CoV-1, Paguma larvata, Canton, Chine |
|  |                                                                         |
|  | SARS-CoV-1 (100 %)                                                      |
|  |                                                                         |

|  | \| \| SHC014-CoV, 95.4 % / SARS-CoV-1, Rhinolophus sinicus, Kunming, Yunnan[8] \| \| \| \| \| \| WIV1, 95.6 % / SARS-CoV-1, Rhinolophus sinicus, Kunming, Yunnan[8] \| \| \| \| |
|  | |
|  | WIV16, 96.0 % / SARS-CoV-1, Rhinolophus sinicus Kunming, Yunnan |
|  | |
|  | SHC014-CoV, 95.4 % / SARS-CoV-1, Rhinolophus sinicus, Kunming, Yunnan |
|  | |
|  | WIV1, 95.6 % / SARS-CoV-1, Rhinolophus sinicus, Kunming, Yunnan |
|  | |

|  | SHC014-CoV, 95.4 % / SARS-CoV-1, Rhinolophus sinicus, Kunming, Yunnan |
|  |                                                                       |
|  | WIV1, 95.6 % / SARS-CoV-1, Rhinolophus sinicus, Kunming, Yunnan       |
|  |                                                                       |

|  | Civet SARS-CoV (en), 99.8 % / SARS-CoV-1, Paguma larvata, Canton, Chine |
|  |                                                                         |
|  | SARS-CoV-1 (100 %)                                                      |
|  |                                                                         |

|  | YNLF_31C, 93.5 % / SARS-CoV-1, Rhinolophus ferrumequinum, Lufeng, Yunnan |
|  |                                                                          |
|  | YNLF_34C, 93.5 % / SARS-CoV-1, Rhinolophus ferrumequinum, Lufeng, Yunnan |
|  |                                                                          |

|  | \| \| SHC014-CoV, 95.4 % / SARS-CoV-1, Rhinolophus sinicus, Kunming, Yunnan[8] \| \| \| \| \| \| WIV1, 95.6 % / SARS-CoV-1, Rhinolophus sinicus, Kunming, Yunnan[8] \| \| \| \| |
|  | |
|  | WIV16, 96.0 % / SARS-CoV-1, Rhinolophus sinicus Kunming, Yunnan |
|  | |
|  | SHC014-CoV, 95.4 % / SARS-CoV-1, Rhinolophus sinicus, Kunming, Yunnan |
|  | |
|  | WIV1, 95.6 % / SARS-CoV-1, Rhinolophus sinicus, Kunming, Yunnan |
|  | |

|  | SHC014-CoV, 95.4 % / SARS-CoV-1, Rhinolophus sinicus, Kunming, Yunnan |
|  |                                                                       |
|  | WIV1, 95.6 % / SARS-CoV-1, Rhinolophus sinicus, Kunming, Yunnan       |
|  |                                                                       |

|  | Civet SARS-CoV (en), 99.8 % / SARS-CoV-1, Paguma larvata, Canton, Chine |
|  |                                                                         |
|  | SARS-CoV-1 (100 %)                                                      |
|  |                                                                         |

|  | \| \| SHC014-CoV, 95.4 % / SARS-CoV-1, Rhinolophus sinicus, Kunming, Yunnan[8] \| \| \| \| \| \| WIV1, 95.6 % / SARS-CoV-1, Rhinolophus sinicus, Kunming, Yunnan[8] \| \| \| \| |
|  | |
|  | WIV16, 96.0 % / SARS-CoV-1, Rhinolophus sinicus Kunming, Yunnan |
|  | |
|  | SHC014-CoV, 95.4 % / SARS-CoV-1, Rhinolophus sinicus, Kunming, Yunnan |
|  | |
|  | WIV1, 95.6 % / SARS-CoV-1, Rhinolophus sinicus, Kunming, Yunnan |
|  | |

|  | SHC014-CoV, 95.4 % / SARS-CoV-1, Rhinolophus sinicus, Kunming, Yunnan |
|  |                                                                       |
|  | WIV1, 95.6 % / SARS-CoV-1, Rhinolophus sinicus, Kunming, Yunnan       |
|  |                                                                       |

|  | Civet SARS-CoV (en), 99.8 % / SARS-CoV-1, Paguma larvata, Canton, Chine |
|  |                                                                         |
|  | SARS-CoV-1 (100 %)                                                      |
|  |                                                                         |

|  | Rf1 (zh), 87.8 % / SARS-CoV-1, Rhinolophus ferrumequinum, Yichang, Hubei   |
|  |                                                                            |
|  | HKU3 (zh), 87.9 % / SARS-CoV-1, Rhinolophus sinicus, Hong Kong & Guangdong |
|  |                                                                            |

|  | YNLF_31C, 93.5 % / SARS-CoV-1, Rhinolophus ferrumequinum, Lufeng, Yunnan |
|  |                                                                          |
|  | YNLF_34C, 93.5 % / SARS-CoV-1, Rhinolophus ferrumequinum, Lufeng, Yunnan |
|  |                                                                          |

|  | \| \| SHC014-CoV, 95.4 % / SARS-CoV-1, Rhinolophus sinicus, Kunming, Yunnan[8] \| \| \| \| \| \| WIV1, 95.6 % / SARS-CoV-1, Rhinolophus sinicus, Kunming, Yunnan[8] \| \| \| \| |
|  | |
|  | WIV16, 96.0 % / SARS-CoV-1, Rhinolophus sinicus Kunming, Yunnan |
|  | |
|  | SHC014-CoV, 95.4 % / SARS-CoV-1, Rhinolophus sinicus, Kunming, Yunnan |
|  | |
|  | WIV1, 95.6 % / SARS-CoV-1, Rhinolophus sinicus, Kunming, Yunnan |
|  | |

|  | SHC014-CoV, 95.4 % / SARS-CoV-1, Rhinolophus sinicus, Kunming, Yunnan |
|  |                                                                       |
|  | WIV1, 95.6 % / SARS-CoV-1, Rhinolophus sinicus, Kunming, Yunnan       |
|  |                                                                       |

|  | Civet SARS-CoV (en), 99.8 % / SARS-CoV-1, Paguma larvata, Canton, Chine |
|  |                                                                         |
|  | SARS-CoV-1 (100 %)                                                      |
|  |                                                                         |

|  | \| \| SHC014-CoV, 95.4 % / SARS-CoV-1, Rhinolophus sinicus, Kunming, Yunnan[8] \| \| \| \| \| \| WIV1, 95.6 % / SARS-CoV-1, Rhinolophus sinicus, Kunming, Yunnan[8] \| \| \| \| |
|  | |
|  | WIV16, 96.0 % / SARS-CoV-1, Rhinolophus sinicus Kunming, Yunnan |
|  | |
|  | SHC014-CoV, 95.4 % / SARS-CoV-1, Rhinolophus sinicus, Kunming, Yunnan |
|  | |
|  | WIV1, 95.6 % / SARS-CoV-1, Rhinolophus sinicus, Kunming, Yunnan |
|  | |

|  | SHC014-CoV, 95.4 % / SARS-CoV-1, Rhinolophus sinicus, Kunming, Yunnan |
|  |                                                                       |
|  | WIV1, 95.6 % / SARS-CoV-1, Rhinolophus sinicus, Kunming, Yunnan       |
|  |                                                                       |

|  | Civet SARS-CoV (en), 99.8 % / SARS-CoV-1, Paguma larvata, Canton, Chine |
|  |                                                                         |
|  | SARS-CoV-1 (100 %)                                                      |
|  |                                                                         |

|  | YNLF_31C, 93.5 % / SARS-CoV-1, Rhinolophus ferrumequinum, Lufeng, Yunnan |
|  |                                                                          |
|  | YNLF_34C, 93.5 % / SARS-CoV-1, Rhinolophus ferrumequinum, Lufeng, Yunnan |
|  |                                                                          |

|  | \| \| SHC014-CoV, 95.4 % / SARS-CoV-1, Rhinolophus sinicus, Kunming, Yunnan[8] \| \| \| \| \| \| WIV1, 95.6 % / SARS-CoV-1, Rhinolophus sinicus, Kunming, Yunnan[8] \| \| \| \| |
|  | |
|  | WIV16, 96.0 % / SARS-CoV-1, Rhinolophus sinicus Kunming, Yunnan |
|  | |
|  | SHC014-CoV, 95.4 % / SARS-CoV-1, Rhinolophus sinicus, Kunming, Yunnan |
|  | |
|  | WIV1, 95.6 % / SARS-CoV-1, Rhinolophus sinicus, Kunming, Yunnan |
|  | |

|  | SHC014-CoV, 95.4 % / SARS-CoV-1, Rhinolophus sinicus, Kunming, Yunnan |
|  |                                                                       |
|  | WIV1, 95.6 % / SARS-CoV-1, Rhinolophus sinicus, Kunming, Yunnan       |
|  |                                                                       |

|  | Civet SARS-CoV (en), 99.8 % / SARS-CoV-1, Paguma larvata, Canton, Chine |
|  |                                                                         |
|  | SARS-CoV-1 (100 %)                                                      |
|  |                                                                         |

|  | \| \| SHC014-CoV, 95.4 % / SARS-CoV-1, Rhinolophus sinicus, Kunming, Yunnan[8] \| \| \| \| \| \| WIV1, 95.6 % / SARS-CoV-1, Rhinolophus sinicus, Kunming, Yunnan[8] \| \| \| \| |
|  | |
|  | WIV16, 96.0 % / SARS-CoV-1, Rhinolophus sinicus Kunming, Yunnan |
|  | |
|  | SHC014-CoV, 95.4 % / SARS-CoV-1, Rhinolophus sinicus, Kunming, Yunnan |
|  | |
|  | WIV1, 95.6 % / SARS-CoV-1, Rhinolophus sinicus, Kunming, Yunnan |
|  | |

|  | SHC014-CoV, 95.4 % / SARS-CoV-1, Rhinolophus sinicus, Kunming, Yunnan |
|  |                                                                       |
|  | WIV1, 95.6 % / SARS-CoV-1, Rhinolophus sinicus, Kunming, Yunnan       |
|  |                                                                       |

|  | Civet SARS-CoV (en), 99.8 % / SARS-CoV-1, Paguma larvata, Canton, Chine |
|  |                                                                         |
|  | SARS-CoV-1 (100 %)                                                      |
|  |                                                                         |

|  | YNLF_31C, 93.5 % / SARS-CoV-1, Rhinolophus ferrumequinum, Lufeng, Yunnan |
|  |                                                                          |
|  | YNLF_34C, 93.5 % / SARS-CoV-1, Rhinolophus ferrumequinum, Lufeng, Yunnan |
|  |                                                                          |

|  | \| \| SHC014-CoV, 95.4 % / SARS-CoV-1, Rhinolophus sinicus, Kunming, Yunnan[8] \| \| \| \| \| \| WIV1, 95.6 % / SARS-CoV-1, Rhinolophus sinicus, Kunming, Yunnan[8] \| \| \| \| |
|  | |
|  | WIV16, 96.0 % / SARS-CoV-1, Rhinolophus sinicus Kunming, Yunnan |
|  | |
|  | SHC014-CoV, 95.4 % / SARS-CoV-1, Rhinolophus sinicus, Kunming, Yunnan |
|  | |
|  | WIV1, 95.6 % / SARS-CoV-1, Rhinolophus sinicus, Kunming, Yunnan |
|  | |

|  | SHC014-CoV, 95.4 % / SARS-CoV-1, Rhinolophus sinicus, Kunming, Yunnan |
|  |                                                                       |
|  | WIV1, 95.6 % / SARS-CoV-1, Rhinolophus sinicus, Kunming, Yunnan       |
|  |                                                                       |

|  | Civet SARS-CoV (en), 99.8 % / SARS-CoV-1, Paguma larvata, Canton, Chine |
|  |                                                                         |
|  | SARS-CoV-1 (100 %)                                                      |
|  |                                                                         |

|  | \| \| SHC014-CoV, 95.4 % / SARS-CoV-1, Rhinolophus sinicus, Kunming, Yunnan[8] \| \| \| \| \| \| WIV1, 95.6 % / SARS-CoV-1, Rhinolophus sinicus, Kunming, Yunnan[8] \| \| \| \| |
|  | |
|  | WIV16, 96.0 % / SARS-CoV-1, Rhinolophus sinicus Kunming, Yunnan |
|  | |
|  | SHC014-CoV, 95.4 % / SARS-CoV-1, Rhinolophus sinicus, Kunming, Yunnan |
|  | |
|  | WIV1, 95.6 % / SARS-CoV-1, Rhinolophus sinicus, Kunming, Yunnan |
|  | |

|  | SHC014-CoV, 95.4 % / SARS-CoV-1, Rhinolophus sinicus, Kunming, Yunnan |
|  |                                                                       |
|  | WIV1, 95.6 % / SARS-CoV-1, Rhinolophus sinicus, Kunming, Yunnan       |
|  |                                                                       |

|  | Civet SARS-CoV (en), 99.8 % / SARS-CoV-1, Paguma larvata, Canton, Chine |
|  |                                                                         |
|  | SARS-CoV-1 (100 %)                                                      |
|  |                                                                         |

|  | YNLF_31C, 93.5 % / SARS-CoV-1, Rhinolophus ferrumequinum, Lufeng, Yunnan |
|  |                                                                          |
|  | YNLF_34C, 93.5 % / SARS-CoV-1, Rhinolophus ferrumequinum, Lufeng, Yunnan |
|  |                                                                          |

|  | \| \| SHC014-CoV, 95.4 % / SARS-CoV-1, Rhinolophus sinicus, Kunming, Yunnan[8] \| \| \| \| \| \| WIV1, 95.6 % / SARS-CoV-1, Rhinolophus sinicus, Kunming, Yunnan[8] \| \| \| \| |
|  | |
|  | WIV16, 96.0 % / SARS-CoV-1, Rhinolophus sinicus Kunming, Yunnan |
|  | |
|  | SHC014-CoV, 95.4 % / SARS-CoV-1, Rhinolophus sinicus, Kunming, Yunnan |
|  | |
|  | WIV1, 95.6 % / SARS-CoV-1, Rhinolophus sinicus, Kunming, Yunnan |
|  | |

|  | SHC014-CoV, 95.4 % / SARS-CoV-1, Rhinolophus sinicus, Kunming, Yunnan |
|  |                                                                       |
|  | WIV1, 95.6 % / SARS-CoV-1, Rhinolophus sinicus, Kunming, Yunnan       |
|  |                                                                       |

|  | Civet SARS-CoV (en), 99.8 % / SARS-CoV-1, Paguma larvata, Canton, Chine |
|  |                                                                         |
|  | SARS-CoV-1 (100 %)                                                      |
|  |                                                                         |

|  | \| \| SHC014-CoV, 95.4 % / SARS-CoV-1, Rhinolophus sinicus, Kunming, Yunnan[8] \| \| \| \| \| \| WIV1, 95.6 % / SARS-CoV-1, Rhinolophus sinicus, Kunming, Yunnan[8] \| \| \| \| |
|  | |
|  | WIV16, 96.0 % / SARS-CoV-1, Rhinolophus sinicus Kunming, Yunnan |
|  | |
|  | SHC014-CoV, 95.4 % / SARS-CoV-1, Rhinolophus sinicus, Kunming, Yunnan |
|  | |
|  | WIV1, 95.6 % / SARS-CoV-1, Rhinolophus sinicus, Kunming, Yunnan |
|  | |

|  | SHC014-CoV, 95.4 % / SARS-CoV-1, Rhinolophus sinicus, Kunming, Yunnan |
|  |                                                                       |
|  | WIV1, 95.6 % / SARS-CoV-1, Rhinolophus sinicus, Kunming, Yunnan       |
|  |                                                                       |

|  | Civet SARS-CoV (en), 99.8 % / SARS-CoV-1, Paguma larvata, Canton, Chine |
|  |                                                                         |
|  | SARS-CoV-1 (100 %)                                                      |
|  |                                                                         |

|  | Rf1 (zh), 87.8 % / SARS-CoV-1, Rhinolophus ferrumequinum, Yichang, Hubei   |
|  |                                                                            |
|  | HKU3 (zh), 87.9 % / SARS-CoV-1, Rhinolophus sinicus, Hong Kong & Guangdong |
|  |                                                                            |

|  | YNLF_31C, 93.5 % / SARS-CoV-1, Rhinolophus ferrumequinum, Lufeng, Yunnan |
|  |                                                                          |
|  | YNLF_34C, 93.5 % / SARS-CoV-1, Rhinolophus ferrumequinum, Lufeng, Yunnan |
|  |                                                                          |

|  | \| \| SHC014-CoV, 95.4 % / SARS-CoV-1, Rhinolophus sinicus, Kunming, Yunnan[8] \| \| \| \| \| \| WIV1, 95.6 % / SARS-CoV-1, Rhinolophus sinicus, Kunming, Yunnan[8] \| \| \| \| |
|  | |
|  | WIV16, 96.0 % / SARS-CoV-1, Rhinolophus sinicus Kunming, Yunnan |
|  | |
|  | SHC014-CoV, 95.4 % / SARS-CoV-1, Rhinolophus sinicus, Kunming, Yunnan |
|  | |
|  | WIV1, 95.6 % / SARS-CoV-1, Rhinolophus sinicus, Kunming, Yunnan |
|  | |

|  | SHC014-CoV, 95.4 % / SARS-CoV-1, Rhinolophus sinicus, Kunming, Yunnan |
|  |                                                                       |
|  | WIV1, 95.6 % / SARS-CoV-1, Rhinolophus sinicus, Kunming, Yunnan       |
|  |                                                                       |

|  | Civet SARS-CoV (en), 99.8 % / SARS-CoV-1, Paguma larvata, Canton, Chine |
|  |                                                                         |
|  | SARS-CoV-1 (100 %)                                                      |
|  |                                                                         |

|  | \| \| SHC014-CoV, 95.4 % / SARS-CoV-1, Rhinolophus sinicus, Kunming, Yunnan[8] \| \| \| \| \| \| WIV1, 95.6 % / SARS-CoV-1, Rhinolophus sinicus, Kunming, Yunnan[8] \| \| \| \| |
|  | |
|  | WIV16, 96.0 % / SARS-CoV-1, Rhinolophus sinicus Kunming, Yunnan |
|  | |
|  | SHC014-CoV, 95.4 % / SARS-CoV-1, Rhinolophus sinicus, Kunming, Yunnan |
|  | |
|  | WIV1, 95.6 % / SARS-CoV-1, Rhinolophus sinicus, Kunming, Yunnan |
|  | |

|  | SHC014-CoV, 95.4 % / SARS-CoV-1, Rhinolophus sinicus, Kunming, Yunnan |
|  |                                                                       |
|  | WIV1, 95.6 % / SARS-CoV-1, Rhinolophus sinicus, Kunming, Yunnan       |
|  |                                                                       |

|  | Civet SARS-CoV (en), 99.8 % / SARS-CoV-1, Paguma larvata, Canton, Chine |
|  |                                                                         |
|  | SARS-CoV-1 (100 %)                                                      |
|  |                                                                         |

|  | YNLF_31C, 93.5 % / SARS-CoV-1, Rhinolophus ferrumequinum, Lufeng, Yunnan |
|  |                                                                          |
|  | YNLF_34C, 93.5 % / SARS-CoV-1, Rhinolophus ferrumequinum, Lufeng, Yunnan |
|  |                                                                          |

|  | \| \| SHC014-CoV, 95.4 % / SARS-CoV-1, Rhinolophus sinicus, Kunming, Yunnan[8] \| \| \| \| \| \| WIV1, 95.6 % / SARS-CoV-1, Rhinolophus sinicus, Kunming, Yunnan[8] \| \| \| \| |
|  | |
|  | WIV16, 96.0 % / SARS-CoV-1, Rhinolophus sinicus Kunming, Yunnan |
|  | |
|  | SHC014-CoV, 95.4 % / SARS-CoV-1, Rhinolophus sinicus, Kunming, Yunnan |
|  | |
|  | WIV1, 95.6 % / SARS-CoV-1, Rhinolophus sinicus, Kunming, Yunnan |
|  | |

|  | SHC014-CoV, 95.4 % / SARS-CoV-1, Rhinolophus sinicus, Kunming, Yunnan |
|  |                                                                       |
|  | WIV1, 95.6 % / SARS-CoV-1, Rhinolophus sinicus, Kunming, Yunnan       |
|  |                                                                       |

|  | Civet SARS-CoV (en), 99.8 % / SARS-CoV-1, Paguma larvata, Canton, Chine |
|  |                                                                         |
|  | SARS-CoV-1 (100 %)                                                      |
|  |                                                                         |

|  | \| \| SHC014-CoV, 95.4 % / SARS-CoV-1, Rhinolophus sinicus, Kunming, Yunnan[8] \| \| \| \| \| \| WIV1, 95.6 % / SARS-CoV-1, Rhinolophus sinicus, Kunming, Yunnan[8] \| \| \| \| |
|  | |
|  | WIV16, 96.0 % / SARS-CoV-1, Rhinolophus sinicus Kunming, Yunnan |
|  | |
|  | SHC014-CoV, 95.4 % / SARS-CoV-1, Rhinolophus sinicus, Kunming, Yunnan |
|  | |
|  | WIV1, 95.6 % / SARS-CoV-1, Rhinolophus sinicus, Kunming, Yunnan |
|  | |

|  | SHC014-CoV, 95.4 % / SARS-CoV-1, Rhinolophus sinicus, Kunming, Yunnan |
|  |                                                                       |
|  | WIV1, 95.6 % / SARS-CoV-1, Rhinolophus sinicus, Kunming, Yunnan       |
|  |                                                                       |

|  | Civet SARS-CoV (en), 99.8 % / SARS-CoV-1, Paguma larvata, Canton, Chine |
|  |                                                                         |
|  | SARS-CoV-1 (100 %)                                                      |
|  |                                                                         |

|  | YNLF_31C, 93.5 % / SARS-CoV-1, Rhinolophus ferrumequinum, Lufeng, Yunnan |
|  |                                                                          |
|  | YNLF_34C, 93.5 % / SARS-CoV-1, Rhinolophus ferrumequinum, Lufeng, Yunnan |
|  |                                                                          |

|  | \| \| SHC014-CoV, 95.4 % / SARS-CoV-1, Rhinolophus sinicus, Kunming, Yunnan[8] \| \| \| \| \| \| WIV1, 95.6 % / SARS-CoV-1, Rhinolophus sinicus, Kunming, Yunnan[8] \| \| \| \| |
|  | |
|  | WIV16, 96.0 % / SARS-CoV-1, Rhinolophus sinicus Kunming, Yunnan |
|  | |
|  | SHC014-CoV, 95.4 % / SARS-CoV-1, Rhinolophus sinicus, Kunming, Yunnan |
|  | |
|  | WIV1, 95.6 % / SARS-CoV-1, Rhinolophus sinicus, Kunming, Yunnan |
|  | |

|  | SHC014-CoV, 95.4 % / SARS-CoV-1, Rhinolophus sinicus, Kunming, Yunnan |
|  |                                                                       |
|  | WIV1, 95.6 % / SARS-CoV-1, Rhinolophus sinicus, Kunming, Yunnan       |
|  |                                                                       |

|  | Civet SARS-CoV (en), 99.8 % / SARS-CoV-1, Paguma larvata, Canton, Chine |
|  |                                                                         |
|  | SARS-CoV-1 (100 %)                                                      |
|  |                                                                         |

|  | \| \| SHC014-CoV, 95.4 % / SARS-CoV-1, Rhinolophus sinicus, Kunming, Yunnan[8] \| \| \| \| \| \| WIV1, 95.6 % / SARS-CoV-1, Rhinolophus sinicus, Kunming, Yunnan[8] \| \| \| \| |
|  | |
|  | WIV16, 96.0 % / SARS-CoV-1, Rhinolophus sinicus Kunming, Yunnan |
|  | |
|  | SHC014-CoV, 95.4 % / SARS-CoV-1, Rhinolophus sinicus, Kunming, Yunnan |
|  | |
|  | WIV1, 95.6 % / SARS-CoV-1, Rhinolophus sinicus, Kunming, Yunnan |
|  | |

|  | SHC014-CoV, 95.4 % / SARS-CoV-1, Rhinolophus sinicus, Kunming, Yunnan |
|  |                                                                       |
|  | WIV1, 95.6 % / SARS-CoV-1, Rhinolophus sinicus, Kunming, Yunnan       |
|  |                                                                       |

|  | Civet SARS-CoV (en), 99.8 % / SARS-CoV-1, Paguma larvata, Canton, Chine |
|  |                                                                         |
|  | SARS-CoV-1 (100 %)                                                      |
|  |                                                                         |

|  | YNLF_31C, 93.5 % / SARS-CoV-1, Rhinolophus ferrumequinum, Lufeng, Yunnan |
|  |                                                                          |
|  | YNLF_34C, 93.5 % / SARS-CoV-1, Rhinolophus ferrumequinum, Lufeng, Yunnan |
|  |                                                                          |

|  | \| \| SHC014-CoV, 95.4 % / SARS-CoV-1, Rhinolophus sinicus, Kunming, Yunnan[8] \| \| \| \| \| \| WIV1, 95.6 % / SARS-CoV-1, Rhinolophus sinicus, Kunming, Yunnan[8] \| \| \| \| |
|  | |
|  | WIV16, 96.0 % / SARS-CoV-1, Rhinolophus sinicus Kunming, Yunnan |
|  | |
|  | SHC014-CoV, 95.4 % / SARS-CoV-1, Rhinolophus sinicus, Kunming, Yunnan |
|  | |
|  | WIV1, 95.6 % / SARS-CoV-1, Rhinolophus sinicus, Kunming, Yunnan |
|  | |

|  | SHC014-CoV, 95.4 % / SARS-CoV-1, Rhinolophus sinicus, Kunming, Yunnan |
|  |                                                                       |
|  | WIV1, 95.6 % / SARS-CoV-1, Rhinolophus sinicus, Kunming, Yunnan       |
|  |                                                                       |

|  | Civet SARS-CoV (en), 99.8 % / SARS-CoV-1, Paguma larvata, Canton, Chine |
|  |                                                                         |
|  | SARS-CoV-1 (100 %)                                                      |
|  |                                                                         |

|  | \| \| SHC014-CoV, 95.4 % / SARS-CoV-1, Rhinolophus sinicus, Kunming, Yunnan[8] \| \| \| \| \| \| WIV1, 95.6 % / SARS-CoV-1, Rhinolophus sinicus, Kunming, Yunnan[8] \| \| \| \| |
|  | |
|  | WIV16, 96.0 % / SARS-CoV-1, Rhinolophus sinicus Kunming, Yunnan |
|  | |
|  | SHC014-CoV, 95.4 % / SARS-CoV-1, Rhinolophus sinicus, Kunming, Yunnan |
|  | |
|  | WIV1, 95.6 % / SARS-CoV-1, Rhinolophus sinicus, Kunming, Yunnan |
|  | |

|  | SHC014-CoV, 95.4 % / SARS-CoV-1, Rhinolophus sinicus, Kunming, Yunnan |
|  |                                                                       |
|  | WIV1, 95.6 % / SARS-CoV-1, Rhinolophus sinicus, Kunming, Yunnan       |
|  |                                                                       |

|  | Civet SARS-CoV (en), 99.8 % / SARS-CoV-1, Paguma larvata, Canton, Chine |
|  |                                                                         |
|  | SARS-CoV-1 (100 %)                                                      |
|  |                                                                         |

- Animal hôte :
- chauve-souris
- viverridé
- humain